# Pachyscranciola mediopunctulata
Pachyscranciola mediopunctulata är en fjärilsart som beskrevs av Sergius G. Kiriakoff 1979. Pachyscranciola mediopunctulata ingår i släktet Pachyscranciola och familjen tandspinnare. Inga underarter finns listade i Catalogue of Life.